# Арсеньев, Борис Константинович
Бори́с Константи́нович Арсе́ньев (1874(1880) — 7 ноября 1925 года, Париж) — русский дипломат, камергер, поэт. Служил в Министерстве иностранных дел. Генеральный консул в Бомбее, первый секретарь Русской миссии в Вашингтоне, в Афинах, Токио. В 1915 году вице-губернатор в Бессарабии, в 1916—1917 в Буковине.

## Происхождение
Родился в семье известного писателя, общественного деятеля и одного из виднейших организаторов дореволюционной русской адвокатуры Константина Константиновича Арсеньева (1837—1919) и Евгении Ивановны, урождённой д’Альвеню фон Гогенданс (1849—1931), немецкой аристократке, которая приняла православие и усердно занималась благотворительностью.
Старший брат Евгений (1872—1938), брат Константин (?—1900), младшая сестра Мария (1881—1937).

## Биография
В 1896 году окончил Императорский Александровский лицей в Санкт-Петербурге и поступил на дипломатическую службу в Министерство иностранных дел.
В 1898 году — секретарь консульства в Яссах (Румыния).
Служил плюральным консулом в Бейруте, вторым секретарем в миссии в Токио и Афинах.
С 1908 по 1909 — первый секретарь российской императорской дипломатической миссии в Пекине (в 1909 — поверенный в делах). Одновременно был резидентом русской военной разведки на Дальнем Востоке. Арсеньев считал, что Япония не станет сама нападать на Россию, а сделает это руками Китая. По его мнению, для выдавливания России из Китая руками самих китайцев японское правительство, в первую очередь, разжигает антироссийские настроения среди китайского населения, создавая образ «врага с севера», который угрожает китайским национальным интересам.
Осенью 1908 года Борис Арсеньев оказал содействие полковнику Густаву Маннергейму в период его 64-дневного пребывания Пекине в ходе экспедиции по северу и западу Цинской империи.
К 1909 году имел гражданский чин коллежского советника.
С 1910 по 1912 — генеральный консул в Бомбее, а затем в Калькутте, откуда генеральное консульство переехало в феврале 1910 года.
В 1912 году Борис Арсеньев встретился с Далай-ламой XIII. Арсеньев передал Далай-ламе письмо Николая II, составленное в общих выражениях. Царь, в частности, писал о согласии между Россией и Великобританией по тибетскому вопросу. Кроме того, из письма явствует, что обе страны не признают «разжалования» Далай-ламы официальным Пекином.
В 1914 — надворный советник.
С 1913 по 1915 — первый секретарь Дипломатической миссии в Румынии.
После октябрьского переворота в 1917 году остался в эмиграции.

### В эмиграции
В эмиграции был атташе при великом князе Николае Николаевиче. Жил во Франции.